# Nationaal Park Kampinos
Nationaal Park Kampinos (Pools: Kampinoski Park Narodowy) is een nationaal park in Polen. Het park ligt in de woiwodschap Mazovië. Het park werd opgericht in 1959 en is 385,44 vierkante kilometer groot. Het nationaal park omvat het Kampinos-woud (Pools: Puszcza Kampinoska). Het landschap bestaat uit bossen, duinen en moerassen. In het park werden eland (sinds 1951), bever (sinds 1980) en lynx (sinds 1992) geherintroduceerd. Er komen ook 1245 plantensoorten voor.

## Afbeeldingen

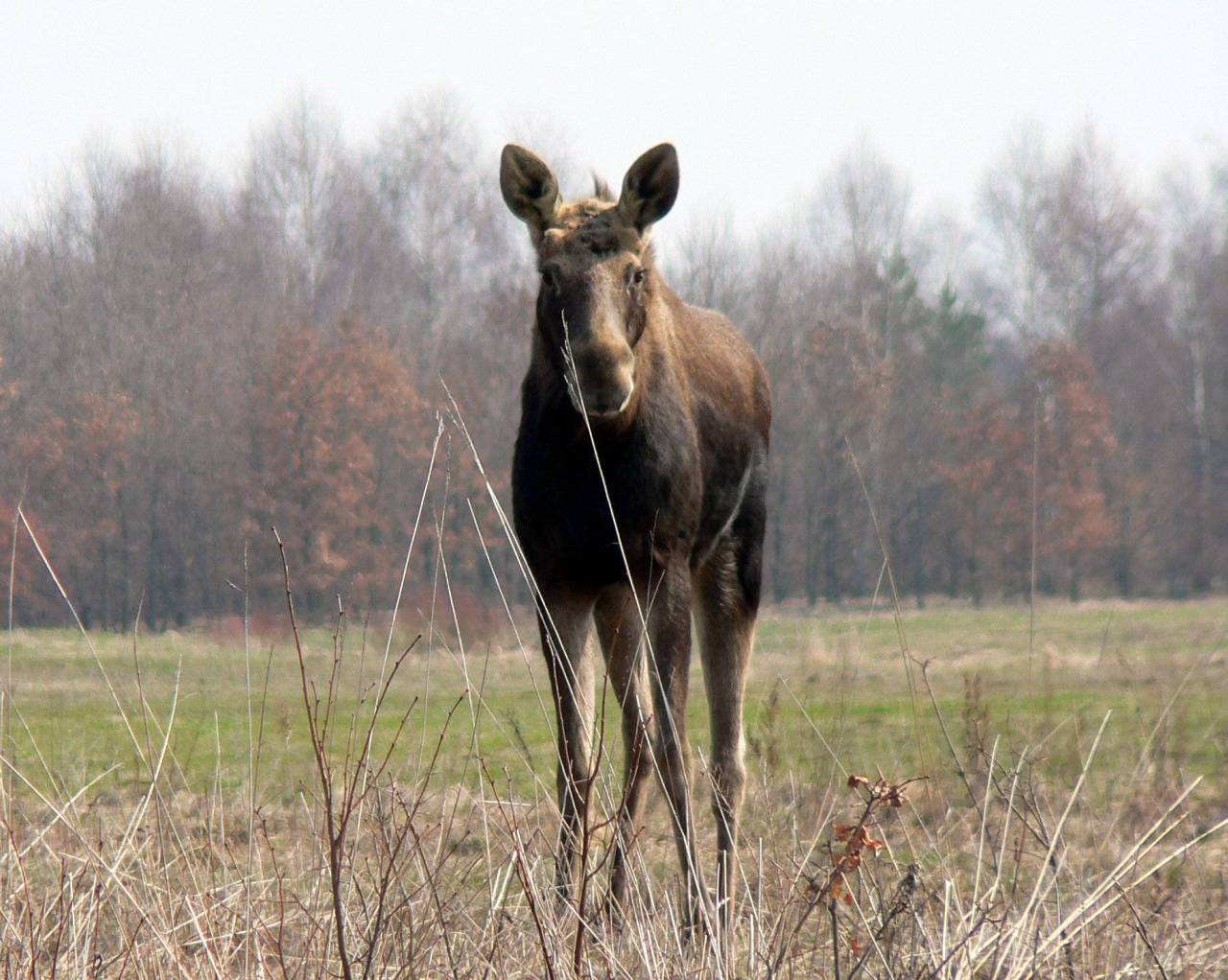
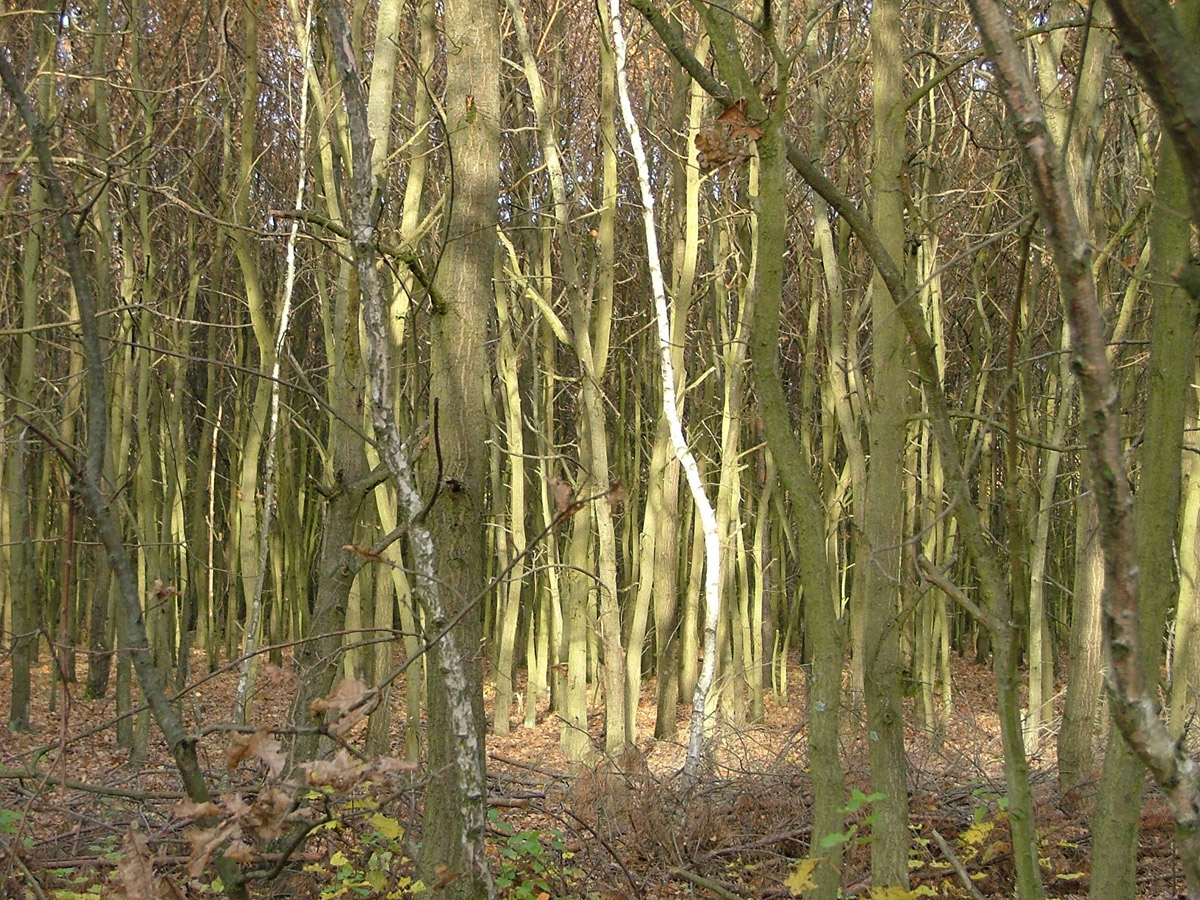

Babia Góra · 
Białowieża · 
Biebrza · 
Bieszczady · 
Bory Tucholskie · 
Drawa · 
Gorce · 
Gór Stołowych · 
Kampinos · 
Karkonosze · 
Magura · 
Narew · 
Ojców · 
Pieniny · 
Poleski · 
Roztocze · 
Słowiński · 
Świętokrzyski · 
Tatra · 
Wartamonding · 
Wielkopolska · 
Wigry · 
Wolin